# 4886 Kojima
4886 Kojima è un asteroide della fascia principale. Scoperto nel 1981, presenta un'orbita caratterizzata da un semiasse maggiore pari a 2,9291819 UA e da un'eccentricità di 0,2034363, inclinata di 4,81184° rispetto all'eclittica.
L'asteroide è dedicato a Hideyasu Kojima, specialista di studi meteorici.